# Велика бијела ајкула
Велика бијела ајкула (лат. Carcharodon carcharias; такође и велика ајкула или бијела ајкула) врста је великих ајкула које се могу пронаћи у приобалним воденим површинама свих великих океана. Познате су по величини, поједине женке могу да порасту до 6,1 m и да теже од 1.905 до 2.268 kg. Ипак, генерално су мање; мужјаци су величине од 3,4 до 4 m, док су женке у просјеку величине од 4,6 до 4,9 m. Према студији из 2014. године, животни вијек велике бијеле ајкуле је процијењен на око 70 година или више, много изнад претходних процјена, што је чини једним од најдуговјечнијих познатих рушљориба. Према истој студији, мужјаци стичу сексуалну зрелост након 25 година, а женке након 33. Велика бијела ајкула може да плива брзином од 56 km/h, и да плива у дубинама до 1.200 m.
Велика бијела ајкула нема познатих природних предатора, осим у веома ријетким случајевима, кита убицу. Она је највећа позната макропредаторска риба на свијету и једна је од примарних предатора од морских сисара, величине китова. Ове ајкуле су такође познате по томе што лове многе друге морске животиње, укључујући рибе и морске птице. Једина је позната жива врста из рода Carcharodon и одговорни су за више напада на људе него било која друга врста ајкула.
Врста се суочава са бројним еколошким изазовима, што је резултовало међународном заштитом. IUCN је ставио велику бијелу ајкулу на списак рањивих врста, а такође је укључена и у Прилогу 2 (Appendix II) Конвенције о Међународном промету угрожених врста. Такође је заштићена од стране неколико националних влада, укључујући Аустралију (од 2018).
Роман Ајкула Питера Бенчлија и истоимена филмска адаптација редитеља Стивена Спилберга приказали су бијелу ајкулу као свирепог предатора који једе људе. Човјек није омиљен плијен бијеле ајкуле, али је она ипак одговорна за велики број пријављених и идентификованих фаталних непровоцираних напада ајкула на људе.
С обзиром на њену величину, није логички изводљиво да се бијела ајкула држи у заробљеништву. Вјерује се да је не посједује ниједан акваријум на свијету.

## Таксономија
Велика бијела ајкула је једна од многих амфибија које је Карл фон Лине првобитно описао у свом десетом издању књиге Systema Naturae, 1758. године, под њиховим првим научним именом — Squalus carcharias. Касније, зоолог Ендру Смит, дао им је назив Carcharodon као њихово родно име 1833, а затим и 1873. Родно име идентификовано је са специфичним именом Linnaeus' и формирано је тренутно научно име Carcharodon carcharias. Carcharodon долази од античко грчкке ријечи грч. κάρχαρος („ајкула“' или „назубљен“), и грч. ὀδούς, грч. ὀδών („зуб“).

### Поријекло и фосилни записи
Најранији познати фосил бијеле ајкуле датира од прије 16 милиона година, током епохе Миоцена. Ипак, о филогенији велике ајкуле се и даље расправља. Првобитне хипотезе су биле да имају заједничко поријекло са преисторијским ајкулама, као што је Мегалодон. Мегалодон је имао зубе који се површно нису били толико разликовали од зуба велике ајкуле, али су били доста већи. Иако се скелет хрскавице не фосилизује, процијењено је да је мегалодон био знатно већи, са просјечном висином од 17 m и тежином од 59.413 kg. Физичке сличности су примјетне и екстремна величина бијеле ајкуле и мегалодона довела је многе научнике до вјеровања да су ове ајкуле блиско повезане и научно име за мегалодона, Carcharodon megalodon је примијењено.
Ипак, нова хипотеза тврди да је бијела ајкула ближе повезана са праисторијским врстама Isurus и Cosmopolitodus, него мегалодону. Теорија је подржана са раније откривеним комплетним сетом фосила ајкуле изумрле врсте Carcharodon hubbelli, са 222 зуба и 45 пршљенова 1988. године. Такође, нова хипотеза ставља мегалодона у род Carcharocles, који такође садржи друге ајкуле са мега зубима.

## Расподјела и станиште
Велика бијела ајкула живи у скоро свим приобалним и подручјима близу обале, која имају температуру између 12 и 24 °C, док су највише настањене у Сједињеним Америчким Државама, (сјевероисток и Калифорнија), Јужноафричкој Републици, Јапану, Океанији, Чилеу, и Медитерану, укључујући Мраморно море и Босфор. Једно од мјеста које је најгушће насељено популацијом бијеле ајкуле је Гансбаи, у Јужноафричкој Републици.
Велика бијела ајкула је пелагијска риба, која је посматрана углавном у присуству фока крзнашица, морских лавова, китова, других ајкула и врста риба са великим костима. У отвореном океану, примијећене су на дубинама до 1.200 m. Ови налази су у супротности са традиционалним запажањима да је бијела ајкула приобална врста.
Према скорашњој студији, бијеле ајкуле у Калифорнији мигрирају у области између Доње Калифорније и Хаваја, што је познато као кафе бијеле ајкуле, гдје проведу до 100 дана и враћају се назад у Доњу Калифорнију. На путу пливају споро, зарањајући до 900 m, а када стигну мијењају понашање и зарањају у дубину до 300 метара, десет минута. Бијеле ајкуле такође мигрирају од јужноафричке обале до јужних обала Аустралије, гдје остају до годину дана. Слично истраживање пратило је различите бијеле ајкуле које из Јужноафричке Републике пливају до обала на сјеверозападу Аустралије и назад. Пут од 20.000 km пређу за до девет мјесеци. Ова истраживања побијају традиционалне теорије да су приобални предатори, а такође долазе у интеракцију са другим врстама ајкула, за шта се раније сматрало да је дискретно. Разлози миграција нису познати, али се претпоставља да је због сезонског храњења или парења.
У Сјеверозападном Атлантику, популација бијелих ајкула на обалама Нове Енглеске била је скоро искоријењена због претјераног пецања. Ипак, у последње вријеме популација се прилично повећала, углавном због повећања популације фока на Капе Куду у Масачусетсу, након доношења закона о заштити морских сисара 1972. године. Тренутно је мало познато о лову и шаблонима кретања бијеле ајкуле на Капе Куду, али се врше истраживања како би се добио увид све више растућу популацију бијелих ајкула.
Истраживање 2018. указују на то да бијела ајкула преферира да се скупи дубоко у вртлогу антициклона у Атлантском океану. Истраживања дају предност вртлозима топле воде, гдје ајкуле преко дана проводе вријеме на дубини до 450 m, а увече излазе на површину.

## Анатомија
Велика бијела ајкула има снажну, коничну њушку. Предњи и задњи Грежњеви на репу пераје приближно су исте величине као и код других ајкула из реда Lamniformes. Она испољава супротну сјенку, зато што бијелу доњу површину и суву површину леђа (понекад са браон или плавом нијансом), што јој даје ишаран облик. Обојеност ајкулу чини тешко примјетном за плијен да је уочи, јер разбија њену контуру када се гледа са стране. Одозго, тамнија боја мијеша се са морем, док је силуета доње стране изложена минималној сунчевој свјетлости. Леуцизам, односно губитак пигмента је изузетно риједак код ове врсте, али је документован код једне велике ајкуле, младунца које је избачено на обалу у Аустралији и умрло. Велике бијеле ајкуле, као и многе друге ајкуле, имају редове зуба иза главних, који су спремни да их замијене ако је потребно. Када угризе, тресе главу са стране на страну, чиме помаже зубима да откидају велике комаде меса. Као и друге ајкуле из реда Lamniformes, имају веће очи од других врста ајкула, сразмјерно величини тијела. Дужица је тамноплава, умјесто црна.

### Величина
Код бијелих ајкула, присутан је полни диморфизам, женке су углавном веће од мужјака. Мужјаци су у просјеку величине од 3,4 до 4 метра, док су женке величине од 4,6 до 4,9 метара. Одрасле јединке су просјечно тежине од 522 до 771 kg, али зрела женка може да тежи од 660 до 1.110 kg. Највећа потврђена женка била је величине 6,1 m, а процијењене тежине од 1.905, до 2.268 kg. Максимална величина је предмет расправе, јер су неки извјештаји груба процјена или спекулације између одређеног круга. Међу живим врстама рушљориба, једино су кит ајкула, велика псина и манта реј, просјечно веће и теже. Ове три врсте су углавном питоме и хране се малим организмима, што чини велику ајкулу највећим живим макро предатором међу рибама. Велика ајкула је величине 1,2 m кад се роди и расте око 25 cm сваке године.
Према извјештају Е. Рендала, највећа доказана бијела ајкула била је величине 6 метара, ухваћена је у Леџ Поинту, у Западној Аустралији 1987. Друга огромна ајкула сличне величине потврђена је од стране Канадског центра за истраживање ајкула. Женка коју је ухватио Дејвид Мекендрик, у Албертону, Острво Принца Едварда, у августу 1988. године, у Заливу Сен Лорен, била је величине 6,1 m. У прошлости, постојали извјештаји за које су многи стручњаци сматрали да су непоуздани, о доста већој бијелој ајкули, ухваћеној на Куби 1945. године. Величина ајкуле је процијењена на 6,4 m, а тежина на. 3.324 kg. Ипак, каснија истраживања су открила да је она заправо била величине 4,9 m, што је просјек величине бијеле ајкуле.
Највећа бијела ајкула коју признаје Међународна рибарска асоцијација (IGFA), је ухваћена 1959. године, од стране Алфа Дина, у водама јужне Аустралије, која је била тешка 1.208 kg. Неколико већих бијелих ајкула је потврђено, али је касније одбачено из званичног записника IGFA, због кршења правила.

#### Примјери непотврђених огромних великих бијелих ајкула
Забиљежен је велики број огромних непотврђених бијелих ајкула. Деценијама, радови многих ихтиолога, као и Гинисова књига рекорда, навели су двије велике бијеле ајкуле као највеће јединке од своје врсте. Године 1870, ухваћена је бијела ајкула у водама јужне Аустралије, близу Порт Ферија, за коју је процијењено да је величине 10,9 метара. Године 1930, бијела ајкула је ухваћена у замку коју су рибари поставили за харинге, у Њу Брансвику, Канада; процијењено је да је величине 11,3 m. Ипак, ови прорачуни нису добили подршку ригорозног научног круга и вјеродостојност тих мјера довођена је у питање дуго времена, тврдећи да су много веће од свих других посматраних врста. Каснија истраживања закључила су да је можда ајкула ухваћена у Њу Бронсвику замијењена са големом псином, јер имају сличне контуре тијела. Питања око ајкуле ухваћене у Порт Ферију разријешена су 1970-их, када је Е. Рендал испитао чељусти ајкуле и дошао до закључка да је била величине 5 метара, сугеришући да је направљена грешка у првобитном запису о величини ајкуле из 1870. године.
Иако мјере тих ајкула нису потврђене, за неке велике ајкуле ухваћене у модерне доба процијењено је да су веће од 7 метара, али те процјене су наишле на оспоравање. Ипак, Е. Рендал вјерује да бијела ајкула може да достигне величину изнад 6,1 m. Велика ајкула ухваћена је близу острва Кангару, у Аустралији, 1. априла 1987. године. Питер Резилеј процијенио је да је величине 6,9 m; Именована је као Канга. Друга огромна бијела ајкула ухваћена је на Малти, од стране Алфреда Кутахара 16. априла 1987. године. Џон Абела је процијенио да је величине 7,13 m и именовао је са Малта. Капо је, користећи мјере које је предложио Е. Рендал, дошао до закључка да је Канга величине између 5,8—6,4 m. На сличан начин, Фергусон је процијенио да је Малта била величине између 5,3—5,7 m. Ипак, многи су тврдили да фотографски докази сугеришу да су те врсте биле много веће од мјера добијених методом коју је имплементирао Е. Рендал. Због чега је тим научника, који су чинили Х. Ф. Моле, Г. М. Кај, А. П. Кимли, Д. А. Ебер, А. С. Тести и Л. Ја. В. Компањо, извршио ревизију случаја Канге и Малте 1996. године, како би ријешили спор, спровођењем обимних монфометријских анализа на остацима ајкула, као и испитивањем фотографских доказа, у покушају да докажу како су првобитне мјере биле тачне. Истраживање је довело до закључка да су првобитне процјене Резилеја и Абеле биле разумне и да их не треба отписивати. Велика женка, за коју је процијењено да је величине 6,1 m, названа „Тамноплава“, снимљена је на Гвадалупеу током снимања сцене за епизоду серије Недеља ајкуле 2014. Касније је добила велику пажњу, када је направљен видео запис на којем је приказана у интеракцији са истраживачем Маурисиом Паљидом, који је он поставио на друштвеној мрежи фејсбук 11. јуна 2015. Касније је виђена у Оаху 2019. године, на лешу кита, након чега је снимљена како плива поред туриста ронилаца у отвореној води. У јулу 2019. године, рибар Ј. Б. Курел, који је путовао из Кејпкода до Бермуда, снимио је велику ајкулу на око 64 km јужно од Мартас Винјарда. Истакао је да је тежине око 2.300 kg, а величине између 7.6 и 9,1 m, упоредивши је са измишљеним бијелим ајкулама у филмовима. За посебну врсту бијеле ајкуле, која је некада настањивала област Фалс беја у Јужноафричкој Републици сматрало се током 1980-их да је величине изнад 7 метара. Локално је била позната као „подморница“, а имала је легендарну репутацију. Иако неки тврде да је величина претјерана или да ајкула уопште не постоји, извјештаји свједока, тада младог Крега Ентонија Фереире, познатог експерта за ајкуле у Јужноамеричкој Републици и његовог оца сугеришу о постојању необично велике животиње, приличне величине и снаге (мада није познато колике је масе, с обзиром на то да би побјегла сваки пут када би покушао да је зароби). Фереира је описао своја четири сусрета са огромном ајкулом у књизи „Велике бијеле ајкуле у најбољем понашању“.
Међу ајкулама предаторима, конкурент за највећег је тигар ајкула (Galeocerdo cuvier). Оне су типично мање и и мршавије од бијелих ајкула, али је потврђено да могу да достигну величину од 5,5 m. За непотврђену јединку је процијењено да је величине 7,4 m, а тежине 3.110 kg, што је два пута више од највеће званично потврђене јединке, која је била тешка 1.524 kg. Неке друге ајкуле макро предатори, као што су гренландска ајкула и пацифичка ајкула спавалица, такође могу да достигну велику величину, али је тежина вјероватно мања јер имају доста виткију грађу од бијелих ајкула. Питање максималне тежине је компликовано неријешеним питањима да ли треба рачунати садржај стомака ајкуле приликом мјерења. Једним угризом, бијела ајкула може да откине до 14 kg меса, док може да поједе неколико стотина килограма хране.

### Прилагођавање
Велике бијеле ајкуле, као и друге ајкуле, имају додатно чуло, које им омогућава да детектују електромагнетна поља која емитују животиње које се крећу. Могу да детектују варијације од пола милијарде волта. Из непосредне близине, то им омогућава да детектују и животиње које се не крећу, детектујући откуцаје срца. Већина риба има слично, мање развијено чуло, користећи латералну линију тијела.
Да би успјешно уловили брз и окретан плијен, као што су морски лавови, прилагодиле су се да одржавају температуру тијела топлију од воде. Једна од ових адаптација је мрежа артерија и вена, "rete mirabile". Структура вена и артерија налик на мрежу, које су са обје латералне стране ајкуле, чува топлоту загријавањем хладних артерија крвљу из вена, која је топла захваљујући мишићима који раде. Ово одржава одређене дјелове тијела (нарочито стомак) на температури до 14 °C изнад температуре воде која је окружује, док температура срца и шкрга остају исте као температура мора. Када чува енергију, основна тјелесна температура може да падне испод температуре мора. Способност велике ајкуле да регулише тјелесну температуру је примјер гигантотермије, па се она сматра ендотермичком, поикилотермичком или месотермичком, јер јој тјелесна температура није стална, већ регулисана изнутра. Оне се ослањају на залихе сала и уља у јетри, током миграција на великим дистанцама, кроз области океана које су слабо настањени организмима богатим нутрицијентима. Истраживања универзитета Станфорд и акваријума Монтереј, објављена 17. јула 2013. године, откривају да, осим што контролише свјежину ајкуле, јетра има главну улогу у шаблонима миграције. Ајкуле које тону брже приликом роњења, што много више сачуване енергије од ајкула које тону полако.
Токсичност из тешких метала нема великог штетног утицаја на бијеле ајкуле. Истраживања вршена на узорцима крви узетих од 43 јединке, различите величине, година и пола, са обала Јужноафричке Републике, које су радили биолози са универзитета у Мајамију 2012. године, сугеришу да упркос великом нивоу живе, олова и арсеника, нема знакова о повећању броја бијелих крвних зрнаца, док однос гранулата и лимфоцита сугерише на здрав имуни систем. Ова открића сугеришу раније непознати начин физиолошке одбране против тровања тешким металима. Велике ајкуле су познате по томе што имају склоност ка самолијечењу и избјегавању болести повезаних са годинама.

### Снага угриза
Истраживања спроведена 2007. године, на Универзитету у Новом Јужном Велсу, у Сиднеју, Аустралија, користећи CT скенер лобање ајкуле, док је компјутер израчунао максималну снагу угриза. Истраживања су показала да снага и понашање лобање прилагођено за руковање, рјешавајући разне супротстављене теорије о понашању приликом храњења. Године 2008, тим научника које је предводио Стивен Ври, спровели су експеримент да би одредили снагу чељусти и налазе који кажу да ајкула тежине 3.324 kg има снагу угриза од 18.216 Њутна.

## Екологија и понашање
Понашање и друштвена структура бијелих ајкула је комплексна. У Јужноамеричкој Републици, оне су на врху хијерархије доминације, у зависности од величине, пола и досељеничких права. Женке доминирају мужјацима, веће ајкуле доминирају мањима и старосједиоци доминирају придошлицама. Када лове, покушавају да се раздвоје, а конфликте рјешавају ритуалима и излагањем. Оне се ријетко боре међусобно, мада су поједине јединке откривене са угризима који одговарају другим бијелим ајкулама. То указује на то да када једна бијела ајкула приђе превише близу другој, она реагује угризом упозорења. Док је друга могућност да ајкула гризе како би показала доминацију.
Бијела ајкула је једна од неколико познатих врста ајкула које подижу главу изнад воде како би посматрали плијен. То је познато као шпијунирање. Овакво понашање примијећено је код најмање једне врсте црноврхих гребенских ајкула, али је оно могло бити научено у интеракцији са људима, док такође постоји теорија да ајкуле имају боље чуло мириса изнад него испод воде, јер мирис брже путује ваздухом него водом. Генерално су веома знатижељне животиње, показују интелигенцију, а могу да буду и дружељубиве уколико ситуација то захтијева. На острву Сил, у Јужноамеричкој Републици, бијеле ајкуле су примијећене како долазе и одлазе у клановима од двије до шест јединки на годишњем нивоу. Није познато да ли су кланови повезани, али крећу се заједно довољно мирно. У суштини, друштвена структура клана је највише слична вучјем чопору, у којем сваки члан има свој статус и сваки клан има алфа лидера. Када се чланови различитих кланова сретну, успостављају друштвени статус ненасилно, кроз било коју од различитих интеракција.

### Исхрана
Велике бијеле ајкуле су месоједи и лове углавном рибе (туну, раже, друге ајкуле), китове (делфине, плискавице, китове), перајаре (ушате фоке, фоке крзнашице, и морске лавове), морске корњаче, морске видре (Enhydra lutris) и морске птице. Такође су познате по томе што једу предмете које не могу да сваре. Младунци се углавном хране рибом, укључујући хрскавичњаче, с обзиром на то да њихове чељусти не могу да издрже снагу која је потребна да би напали већи плијен, као што су перајари и китови, док не достигну величину од 3. метра или више, јер тада се њихова хрскавица чељусти минералише довољно да издржи удар потребан да би се напао већи плијен. Када достигну величину од 4. метра, углавном лове морске сисаре, мада су се поједине јединке специјализовале за другачију врсту плијена, у зависности од преференција јединки. Оне су јако опортјунистичне. Преферирају плијен који је богат енергетским мастима. Експерт за ајкуле, Питер Климли, користио је лешеве фоке, свиње и овце, које је качио на штап и пуштао из брода, у Јужним. Ајкула је напала сва три пута, али је леш овце одбила.
Ван Калифорније, бијела ајкула са угризом у задњи дио чини непокретним сјеверног морског слона, што је најчешћи узрок смртности фока, а затим чека да искрвари на смрт. Ова техника се нарочито користи на одраслим мужјацима морских слонова, који су углавном већи од ајкуле и тешки су у просјеку од 1.500 до 2.000 kg. и потенцијално су опасни противници. Ипак, чешће младунчад бивају поједена у колонијама морских слонова. Плијен обично нападају испод површине. обичне фоке (Phoca vitulina) грабе на површини и вуку их испод воде док не престану да се опиру, а затим их једу близу дна. Калифорнијске морске лавове (Zalophus californianus) хватају у засједи испод воде, ухвате им средњи дио тијела, након чега их вуку на дно и једу.
У Сјеверозападном Атлантику, одрасле јединке се хране и правим и сивим фокама. Младунци се углавном хране мањим врстама рибе, док не порасту довољно како би ловили морске сисаре као што су фоке.
Бијела ајкула такође лове делфине и плискавице, познате и као морске свиње, нападајући одоздо, са стране или одозго, како би избјегле да их детектују ехолоцирањем. Врсте које нападају су мрки делфини (Lagenorhynchus obscurus), Рисови делфини (Grampus griseus), Tursiops ssp, делфине грбавце (Sousa ssp.), перајасте плискавице (Phocoena phocoena), и Далове плискавице (Phocoenoides dalli). Повремено је уочена група делфина који се међусобно бране од ајкула. Такође се врше посматрања напада бијелих ајкула на мање врсте китова. Године 1989, младунче пигмејске уљешуре (Kogia breviceps), величине 1,8 m пронађено је у централној Калифорнији, са угризима од бијеле ајкуле на перајима. Бијеле ајкуле такође лове и кљунасте китове. Посматрани су и случајеви гдје лове и убијају Штејнегеровог кљунастог кита (Mesoplodon stejnegeri), средње масе од 1.100 kg, и младунче Кивјеовог кита (Ziphius cavirostris), који је просјечне величине од 3. m. Када лови морске корњаче, угризу их за оклоп, након чега је паралишу. Такође лове и најтежу рибу, — великог буцња (Mola mola).
На острву Сил у Јужноамеричкој Републици, бијеле ајкуле лове смеђе фоке крзнашице (Arctocephalus pusillus) одоздо при великој брзини, хватајући је за средину тијела. Могу да иду толико брзо да у потпуности напусте воду. Процијењена брзина је изнад 40 km/h. Такође су посматране како лове плијен након неуспјелог напада; плијен обично нападају на површини. Њихови напади су најчешћи ујутру, два сата након изласка сунца, када је видљивост мала. У првих два сата, просјек успјешности им је 55%, док просјек успјешности опада на 40%, у каснијим јутарњим часовима, како се повећава видљивост, након чега престају да лове.
Лешеви китова чине важан дио исхране ајкула. Ипак, то је ријетко посматрано због тога што су китови умирали у забаченим областима. Процијењено је да 30 kg китове масти може да нахрани бијелу ајкулу величине 4,5 m за период од мјесец и по. Детаљнија посматрања вршена су на четири леша китова у Фалсе беју ј Јужноамеричкој Републици, периоду од 2000. до 2010. године. Ајкулу привуче мирис који носи јак вјетар; прво се храни репом, а затим истражују кита полако пливајући око њега, гризући га у потрази за дјеловима који су највише богати машћу. Током периода храњења, од по 15—20 секунди, ајкула кида месо трзајима главе, без заштите за ротацију очију, коју користи кад лови живи плијен. У току храњења, испушта дјелове масти и аутоматски се враћа на храњење поново, вјероватно са циљем да замијени дјелове који немају многе енергије, са онима који имају, користећи зубе као механорецепторе како би их разликовала. Након храњења од неколико сати, дјелује као да је летаргична и не плива поред обале; посматра и уста кита, али не може да загризе довољно јако како би откинула месо, умјесто тога одскочи и полако тоне. Посматрано је до осам ајкула како се хране систематски, ускачући једна код друге без икаквих знакова агресивности. Једном приликом, једна ајкула је случајно угризла другу за главу, остављајући два зуба у њеној лобањи, након чега су обје наставиле да се хране неузнемирено. Мање јединке круже око кита и једу комаде који падају около. Необично за ту област, посматран је велики број бијелих ајкула величине од преко 5 метара, што сугерише да су велике ајкуле промијениле своје навике како би тражиле китове, јер су изгубиле маневарску способност потребну да би уловили фоке. Истраживачки тим закључио је да је важност лешева китова за бијеле ајкуле, посебно за оне највеће, потцијењена. У одвојеним посматрањима, документовано је како бијеле ајкуле испуштају гасове на труп кита, заједно са тигар ајкулама. Године 2020, биолози за морске животиње, Дин и Ђенари, објавили су у часопису Истраживања морских и животиња у свјежој води, како група бијелих ајкула успјешно напада и убија кита грбавца. Ајкуле су користиле класичну стратегију за напад коју користе на Перајарима, укључујући и тактику „угризи и испљуни“, коју користе када лове мањи плијен. Кит је био упетљан и мршав, па је због тога био рањивији на нападе ајкула. То је први документовани случај како велике бијеле ајкуле убијају великог кита.
Садржај стомака великих ајкула указују на то да им и кит ајкула, младунци и одрасле јединке, могу бити храна, мада није познато да ли је у питању лов или храњење лешевима.

### Репродукција
Првобитно се сматрало да бијеле ајкуле стичу сексуалну зрелост са око 15 година, али су каснија истраживања показала да је потребно доста више времена; мужјаци стичу сексуалну зрелост са 26, а женке са 33 године. Првобитно се мислило да им је животни вијек око 30 година, али истраживања која су спроведена на институту за океанографију, доказала су да им је животни вијек до 70 година. Испитивање броја пршљена кичменог стуба довели су до процјене да је максимални животни вијек мужјака 73 године, док је код женки 40 година, на испитним јединкама. Касно сексуално сазријевање, слаб репродуктивни темпо, дуг период гестације од 11 мјесеци и спор раст, чине је рањивом на притисак као што су претјерано пецање и промјена околине.
Мало је познато о навикама у парењу бијелих ајкула, а понашање приликом парења није још истраживано код ове врсте. Могуће је да су лешеви китова битна локација за сексуално зреле ајкуле да сретну партнера за парење. Рађање никада није посматрано, али су трудне женке испитиване. Бијеле ајкуле су ововипарна врста, што значи да се јаја развијају и улазе у утерус, гдје настављају да се развијају до рођења. Велика ајкула има период гестације од 11 мјесеци. Код младунчади, јака чељуст почиње да се развија већ у првим мјесецима. Нерођени младунци се хране јајним ћелијама које производи мајка. Рађање је у прољећу или љету. Највећи број младунаца које је родила једна женка је 14. Женка је касније убијена случајно на Тајвану 2019. Популација на Сјеверном Пацифику се вјероватно размножава у мору Кортез, што су потврдили локални рибари, који су изјавили да су их ухватили и да су оставили доказе зуба на депонијама за одбачене дјелове њиховог плијена.

### Проломи
Пролом је резултат велике брзине којом ајкула иде ка површини, што резултира моментумом у којем је у потпуности изнад воде. Ово је техника лова коју бијела ајкула користи када лови фоке. Ову технику углавном користе ајкуле на острву Сил, приликом напада на фоке крзнашице. С обзиром на то да је њихово понашање непредвидиво, тешко га је документовати. Први пут су га фотографисали Крис Фелоу и Роб Лоренс, који је развио технику бацања лажне фоке како би намамио ајкулу. Између априла и септембра, научници су забиљежили око 600 пролома. Фоке пливају на површини, а велика бијела ајкула напада из дубоке воде, при чему може да достигне брзину до 40 km/h и може истовремено да се лансира до 3 метра изнад воде. Нешто више од половине напада проломом је успјешно. Године 2011, ајкула дуга 3 метра скочила је на брод на којем је било седам истраживача на острву Сил. Посада је спроводила истраживања популације, користећи сардине као мамац. Закључено је да то није био напад ајкуле на брод, већ инцидент.

### Природне пријетње
Сукоби између велике бијеле ајкуле и орке се догађају вјероватно у региону гдје се прехрамбене склоности обје врсте преклапају. На дан 4. октобра 1997. године, снимљен је њихов сукоб на Фералонским острвима, у Калифорнији. Женка орке, процијењене величине између 4.7—5.3 m, паралисала је бијелу ајкулу процијењене величине између 3–4 m. Орка је држала ајкулу наопачке, како би јој убризгала токсични отров, након чега је држала ајкулу 15 минута, док се није угушила. Орка је затим појела јетру мртве ајкуле. Вјерује се да је мирис леша мртве ајкуле натјерао све остале бијеле ајкуле у региону да бјеже, губећи право на сезонски лов. Други сличан напад десио се 2000. године, али исход није познат. Након оба напада, популација од око стотину бијелих ајкула је нестала из тог предјела. Након напада 2000. сателитом је откривена бијела ајкула која се одмах спустила на дубину од 500 метара и отпливала на Хаваје. Године 2015, група орка је снимљена како убија бијелу ајкулу у Јужној Аустралији. Године 2017, три велике бијеле ајкуле су избачене на обалу близу Гансбаија, у Јужноамеричкој Републици; тјелесне шупљине су им биле отворене, а јетре извађене, што указује на то да су их убиле орке. Китови убице такође генерално имају утицај на распрострањеност бијелих ајкула. Истраживање о распрострањености и интеракцији китова убица и великих ајкула око Фаралонских острва, спроведено 2019. године, показало је да китови негативно утичу на ајкуле, док кратко појављивање китова убица тјера ајкуле да траже нову области за храњење за следећу сезону. Ипак, велике бијеле ајкуле су виђене како повремено пливају поред орки без страха.

## Заштита
Није познато колико је пораст пецања великих ајкула узроковао смањење популације од 1970-их до данас. Није познат тачан број, али се велика бијела ајкула налази на листи рањивих животиња. Између рађања и сексуалне зрелости, не репродукује се, што чини опоравак и раст популације тешким.
IUCN је истакао да је мало познат статус великих бијелих ајкула, али да је популација прилично мала у поређењу са другим широко распрострањеним врстама, због чега је стављена на списак рањивих врста, а такође је укључена и у Прилогу 2 (Appendix II) Конвенције о Међународном промету угрожених врста, што значи да је за међународну трговину потребна дозвола. Од марта 2010. такође је укључена у Прилог 1 Конвенције о заштити дивљих животиња миграната, што има за циљ повећање међународног разумијевања и координације за заштиту ајкула миграната. Барбара Блок, са универзитета Станфорд, спровела је истраживање у фебруару 2010, на основу којег је процијењено да је популација бијелих ајкула мања од 3.500 јединки, што је довело популацију у већу опасност од истребљења од тигра, чија популација је такође процијењена на око 3.500 јединки. Према другом истраживању, спроведеном од стране Џорџа Буржа из Природњачког музеја Флориде 2014. године, близу обала Калифорније процијењено је да се налази око 2.000 јединки бијелих ајкула, што је десет пута више од процјене Барбаре Блок из 2010. од 219 јединки, што упућује на то да популација поново расте.
Рибари лове многе ајкуле због њихових чељусти, зуба и пераја, као што је случај и код многих других риба уопште. Бијела ајкула је ријетко предмет комерцијалног пецања, иако се њено месо сматра вриједним. Повремено је улове у Медитеранском мору и продају је као ајкулу глатког гонича.

### У Аустралији
Бијела ајкула је проглашена рањивом врстом у Аустралији 1999. године, због значајног опадања популације и тренутно је под заштитом Акта о заштити околине 1999. Узроци опадања популације прије доношења акта су били смртност од спортског риболова, као и случајно хватање у мреже за заштиту плаже.
Национални статус заштите одразио се преко свих држава Аустралије, кроз њихове законе, дајући им пуну заштиту у областима које се налазе у надлежности Аустралије. Многе државе су забраниле убијање и лов на бијеле ајкуле и прије него што су стављене под националну заштиту. У Викторији је означена као угрожена врста, актом за заштиту флоре и фауне, а под чланом 5 наведено је да су ријетке и да ће вјероватно изумријети у Западној Аустралији.
Године 2002, влада Аустралије је направила план за опоравак бијелих ајкула, укључујући истраживања сектора владе за заштиту, надзор мјера заштите и строжа правила за туристе и трговину повезану са ајкулама. План за опоравак је ажуриран 2013. године, како би се извршила ревизија и спровеле нове мјере заштите. Истраживања из 2012. године открила су да је популација бијелих ајкула у Аустралији одвојена Басовим пролазом у генетски различиту источну и западну популацију, што указује на потребу за развојем регионалног плана заштите.
Људи су и даље један од узрока смртности ајкула, првостепено због случајног или илегалног хватања у комерцијалном и спортском риболову, као и случајног хватања у заштитне мреже на плажама.
Упркос званичној заштити у Аустралији, убијање бијелих ајкула се наставља. Влада Квинсленда је успоставила програм за контролу ајкула, по којем је дозвољено убијање ајкула и других морских сисара, користећи мреже за ајкуле и удице. Ајкуле које бивају ухваћене удицама живе, убијају из ватреног оружја. Влада Новог Јужног Велса, такође је донијела програм за контролу ајкула, по којем је дозвољено њихово убијање. Углавном због овог програма, број ајкула у источној Аустралији је опао.
Популација бијелих ајкула у Аустралији је процијењена на између 8.000 и 10.000, судећи према истраживању спроведеног од стране Организације за научно у индустријско истраживање Комонвелта CSIRO. Процијењено је да има око 2.210 одраслих јединки и у Источној и Западној Аустралији. Просјечна стопа преживљавања на годишњем нивоу за младунчад је око 73%, док је стопа преживљавања одраслих јединки око 93%. Није познато да ли је стопа смртности опала или је број популације порастао као резултат заштите врсте у водама Аустралије, због слабе стопе раста врсте.

### На Новом Зеланду
Од априла 2007. године, бијела ајкула је у потпуности заштићена унутар 370 km од Новог Зеланда и додатно за пецања бродова који плове под заставом Новог Зеланда ван ових граница. Максимална казна је 250.000 долара и до шест мјесеци затвора. У јуну 2018. одсјек за заштиту животне средине Новог Зеланда класификовао је бијелу ајкулу као националну угрожену у оквиру свог класификационог система за угрожене врсте. Критеријуми за листу су постојање само између 1000 и 5000 одраслих јединки.

### У Сјеверној Америци
Године 2013, бијела ајкула је додата на списак угрожених врста у Калифорнији. Од прикупљених података, популација бијелих ајкула у Сјеверозападном Пацифику, процијењена је на око 340 врста. Истраживања су открила да се ове ајкуле разликују од бијелих ајкула у Африци, Аустралији и обалама Сјеверне Америке, јер су биле изоловане од остатка популације.
Истраживања из 2014. године, процијенила су да је популација бијелих ајкула дуж обала Калифорније око 2,400.
Године 2015, Масачусетс је забранио хватање, роњење у кавезу, храњење, бацање мамаца или дружење са бијелом ајкулом, без адекватне дозволе за истраживање. Циљ ових мјера је да би се заштитила и ајкула и здравље грађана.

## Односи са људима

### Угризи ајкуле
Од свих врста ајкула, бијела ајкула је одговорна за највећи број забиљежених напада ајкула на људе, са 272 забиљежена неиспровоцирана напада до 2012. године.
Више од документованих напада, роман ајкула, Питера Бенклија и филмска адаптација Стивена Спилберга, створили су слику у јавности о великој ајкули као о врсти која једе људе. Иако су бијеле ајкуле убијале људе у најмање 74 забиљежена инцидента, обично не лове њих. На примјер, у Медитеранском мору забиљежен је 31 напад на људе у последња два вијека, од којих већина није била фатална. Већина од ових напада су вјероватно били тест угризи. Ајкуле такође врше тест угризе и на олупинама, бовама и осталим непознатим стварима, тако да вјероватно гризу људе или даске за сурфовање како би идентификовали шта је.
Супротно вјеровању, бијеле ајкуле не мијешају људе да фокама. Многи инциденти су се догодили у водама гдје је слаба видљивост или у другим ситуацијама које утичу на чула ајкуле. Истраживања су показала да ајкула вјероватно не воли укус људи или им је барем укус непознат. Додатна истраживања су показала да ајкула може једним угризом да одреди да ли је предмет вриједан лова. Људи углавном имају превише костију за њихов укус; више им одговарају фоке, које су дебеле и богате протеинима.
Људи нису прикладан плијен за бијеле ајкуле, јер је њихов систем за варење превише спор да би савладао висок ниво костију, мишића и сала код људи. Такође, код већине напада, ајкуле су прекидале напад након првог угриза. Фатални исходи су више проузроковани губитком крви из ране од првог угриза, него отказивањем неког виталног органа или потпуном конзумацијом од стране ајкуле. Од 1990. до 2011. године, забиљежено је укупно 139 непровоцираних напада ајкула, од којих је 29 било фатално.
Ипак, нека истраживања су дошла до хипотезе да број фаталних исхода након угриза ајкуле није низак због тога што ајкуле не воле људско месо, већ због тога што људи углавном успијевају да побјегну након првог угриза. Године 1980, предсједавајући Калифорнијске академије науке, Џон Мекоскер, објавио је да су рониоци који роне самостално и угрижени су од стране бијеле ајкуле, углавном барем дјелимично конзумирани, док су рониоци који су ронили у групама, углавном спашени. Мекоскер и Тимоти Трикас, аутор и професор на универзитету на Хавајима, истакли су да је стандардни образац бијелих ајкула да нападну и чекају да плијен ослаби како би га конзумирали. Способност људи да се крећу ван домашаја помоћ других чини напад неуспјешним, што је необично за плијен бијеле ајкуле.

### Одбацивање ајкула
Одбацивање ајкула је одобрено убијање ајкула од стране владе, у покушају да се смањи број њихових напада. Одбацивање ајкула обично се назива, „контрола ајкула“. Ови програми су критиковани од стране људи који се боре за заштиту животне средине и научника, који су истакли како ови програми штете екосистемима мора, додавши да су такви програми застарели, окрутни и неефикасни. Већина различитих врста (као што су делфини, корњаче итд) такође бивају убијени у оваквим програмима, због коришћења удица и мрежа за ајкуле. Између 1958. и 2008. године, у Новом Јужном Велсу убијено је 15.135 морских животиња, док је 84.000 морских животиња убијено у Квинсленду у периоду од 1962. до 2015.
Бијеле ајкуле се тренутно убијају и у Квинсленду и у Новом Јужном Велсу, у програмима „контроле ајкула“. На Квинсленду се користе мреже за ајкуле и замке са удицама, док се у Новом Јужном Велсу користе само мреже. У периоду од 1962. до 2008. на Квинсленду је убијено око 50.000 ајкула, од чега су већином бијеле ајкуле. Само у периоду од 2013. до 2014. убијено је 667 ајкула, укључујући бијеле ајкуле. Ајкуле које би биле извучене живе из мреже, убијане су из ватреног оружја. У Новом Јужном Велсу, између 1950. и 2008. убијено је укупно 577 бијелих ајкула користећи мреже за ајкуле. Између септембра 2017. и априла 2018. убијено је 40 бијелих ајкула.
Квазулу-Натал, у Јужноамеричкој Републици, такође има успостављан програм „контроле ајкула“, којим се убијају бијеле ајкуле, као и друге морске животиње. У периоду од 30 година, више од 33.000 ајкула је убијено у програму одбацивања ајкула.
Године 2014, влада Западне Аустралије, под вођством премијера Колина Барнета, донијела је закон о убијању великих ајкула. Закон, који се колоквијално односи на одбацивање ајкула у Западној Аустралији, донесен је како би се заштитили корисници морске средине од напада ајкула, након смрти седам особа на обалама Западне Аустралије у периоду од 2010. до 2013. Мамци са удицама дизајнираним за хватање ајкула, почели су да се користе у близини популарних плажа. Осим бијеле ајкуле, користе се и за хватање бик ајкуле и тигар ајкуле. Веће ајкуле које остану живе бивају убијене ватреним оружјем, а њихова тијела бацају у море. Из владе су изјавили да то није одбацивање, већ циљана, ограничена стратегија смањења опасности. Барнет је противнике описао као смијешне и екстремне, додавши да ништа не може промијенити његово мишљење. Закон је наишао на велике осуде међу научном заједницом, који су истакли да је тешко идентификовати врсту која је одговорна за угриз, да мамци са удицама не могу да ухвате бијелу ајкулу што је била намјера, као и да влада није показала никакву везу између убијања ајкула и смањења броја напада ајкула на људе у региону.

### Напади на бродове
Бијеле ајкуле повремено нападају и гризу и бродове који тону. У само пет од 108 потврђених напада на бродове са обала Пацифика током 20. вијека, били су укључени кајаци. У неколико случајева нападали су бродове величине до 10 метара. Обично би угризли брод са стране, након чега би оборили људе преко палубе. У једном случају, 1936. године, ајкула је у потпуности прескочила рибарски брод Lucky Jim, оборивши посаду у море. Подводна истраживања која су спровели Трикас и Мекоскер, указала су на то да ајкуле бродови привлаче због електричних поља која емитују, што је забиљежено ампулом Лоренцинија и збунило ајкулу да ли је можда рањени плијен у близини или не.

### У заробљеништву
Прије августа 1981. године, ниједна бијела ајкула у заробљеништву није живјела дуже од 11 дана. У августу 1981, велика ајкула преживјела је 16 дана у Морском свијету Сан Дијего, прије него што је пуштена. Идеја о држању бијеле ајкуле у Морском свијету Орландо, коришћена је у филму Ајкула 3, 1983. године.
Акваријум Монтереј први је покушао да изложи бијелу ајкулу 1984. године, али је угинула након 11 дана, јер није хтјела да једе. У јулу 2003. године, истраживачи из Монтереја ухватили су малу женку и држали је у великом базену са мрежом близу Малибуа пет дана. Имали су мали успјех у покушају да је нахране, након чега су је пустили. До септембра 2004. године, ниједан акваријум није био способан да држи велику ајкулу дуже времена. Млада женка, која је ухваћена у обалама Вентуре, држана је у акваријуму са 3.8 l воде, гдје је била 198 дана, прије него што је пуштена у марту 2005. године. Након што је пуштена, праћена је 30 дана. На дан 31. августа 2006. године, у акваријуму је представљено младунче ухваћена близу плаже Санта Моника. Његов први оброк у заробљеништву био је одрезак огромног лососа, 8. септембра 2006, када је процијењено да је висок 1,72 m. Ослобођен је 16. јануара 2007. године, након 137 дана у заробљеништву.
Акваријум Монтереј представио је трећу бијелу ајкулу, младунче које су држали 162 дана од 27. августа 2007. до 5. фебруара 2008. године. Када је ухваћен, био је величине 1,4 m, а тежине 30,6 kg. Нарастао је на 1,8 m и 64 kg, прије него што је пуштен. Женка младунче је представљено на изложби Аутер Беј, 27. августа 2008. године. Када плива добро, храни се једном током боравка, а ослобођена је 7. септембра 2008. Нова женка младунче ухваћена је близу Малибуа 12. августа 2009. године и представљена је на изложби 26. августа, након чега је пуштена 4. новембра 2009. године. Акваријум Монтереј представио је новог мужјака ухваћеног у водама Малибуа, величине 1,4 m, на изложби 31. августа 2011.
Једна од највећих бијелих ајкула која је икада представљена на изложбама, представљена је у Јапану, у акваријуму Окинава 2016. године. Мужјак је био величине 3,5 m, био је изложен три дана, након чега је угинуо. Вјероватно најпознатија бијела ајкула која је држана у заробљеништву, била је женка величине 2,4 m, названа Сенди. Она је у августу 1980. године, постала једина бијела ајкула која је држана у акваријуму Стејнхарт, у Академији наука Калифорније, у Сан Франциску. Пуштена је јер није хтјела да једе и константно је ударала главом у зидове.

### Туризам
Роњење у кавезу је уобичајено у мјестима гдје су бијеле ајкуле честе, као што су обале у Јужноамеричкој Републици, Острва Нептун у Јужној Аустралији и Гвадалупеу у Доњој Калифорнији. Популарност роњења у кавезу и пливања са ајкулама је фокус туристичке индустрије ајкулама. Уобичајена пракса је да се особе понашају пријатељски са другим врстама риба како би привукли ајкуле. Ово може да навикне ајкуле на људе у свом окружењу и да их замијене за храну, што је потенцијално опасна ситуација. Бацањем мамаца на жице кавеза или ударањем у њега, туристи маме ајкулу, чиме погоршавају ситуацију. Други туристи бацају мамац даље од кавеза, због чега ајкула оде пливајући од ронилаца.
Тренутно, мамци који висе су забрањени на острву Гвадалупе и туристички оперативци их не користе. Оперативци у Јужноафричкој републици и Аустралији су наставили да их користе, као и мамце у облику перајара. У Јужној Аустралији, заступљено је пуштање музике под водом, као што је албум групе AC/DC Back in Black, како би привукли ајкулу.
Компаније које се критикују због уједа ајкула, бране се тиме да муња чешће удара човјека него што га ајкула угризе. Њихова позиција у будућим истраживањима мора да буде завршена прије него што се забрани пријатељско понашање према другим врстама у води и привлачење ајкула на тај начин. Један од компромиса је да се такво понашање користи само у областима гдје ајкуле и иначе активно пливају, далеко од мјеста на којима људи проводе вријеме. Такође, одговорни оперативци не хране ајкуле. Једино ајкуле које хоће да испуштају гасове пратећи стазу гдје су људи и ако не нађу храну на крају, онда ће наставити да пливају и неће сматрати људе храном. Такође је сугерисано да стратегије владе могу да помогну подстицању на овај туризам.
Туристичка индустрија ајкулама има финансијску моћ у очувању ових животиња. Чељусти бијеле ајкуле могу да достигну цијену од 20.000 долара.ref name="sharkteamone.org"/> То је процјена туристичке вриједности живе ајкуле, док је роњење у кавезима много туристички исплативије. Индустрија роњења у Гансбаију, у Јужноафричкој Републици садржи шест бродских оперативаца, а свакиref name*="sharkteamone.org">превози по 30 особа дневно, док се цијена по особи креће од  50 до 150 долара. Једна ајкула коју посјети сваки брод може да донесе зараду између 9.000 и 27.000 долара дневно.